# Bibiampol
Bibiampol – wieś w Polsce położona w województwie mazowieckim, w powiecie sochaczewskim, w gminie Młodzieszyn. Ma status sołectwa.
| SIMC    | Nazwa           | Rodzaj    |
| ------- | --------------- | --------- |
| 0731726 | Bibiampol-Borki | część wsi |
| 1057427 | Bibijampol Mały | część wsi |

W latach 1975–1998 miejscowość administracyjnie należała do województwa skierniewickiego.